# 趙抦
沂王趙抦（1177年—1206年），宋朝宗室。宋朝第十一代（南宋第二任）皇帝宋孝宗赵昚的次子魏王赵恺之子。

## 生平
淳熙七年（1180年）二月辛卯，赵恺在明州薨逝，享年三十五岁。赵恺有二子，长子赵摅早卒；次子赵抦生于明州，母信安郡夫人卜氏，赵恺死后，还居行在临安府。赵抦性早慧，宋孝宗很喜爱他，将内禅宋光宗赵惇，升赵抦为耀州观察使，封嘉国公，后封许国公。
绍熙年间，孝宗因觉得亏欠赵恺，且赵抦聪慧而光宗子嘉王赵扩愚笨，有意以赵抦为光宗太子。绍熙五年（1194年），孝宗驾崩，众臣谋废光宗，赵抦以为自己能继位，但吴太皇太后在召见赵抦和赵扩后，却对赵抦说：“外界都商议立你，但我思量万事当从长。嘉王年长，且教他做。他做了你却做，自有祖宗例。”于是废黜光宗为太上皇，立赵扩为帝，即宋宁宗。
绍熙五年五月，赵抦进封徐国公。庆元年间，封吴兴郡王，领昭庆军节度使。开禧二年（1206年），赵抦薨逝，赠太保，封沂王，谥号靖惠。
赵抦有子赵垓，但三岁即夭折。宋宁宗下诏，立宗室赵希瞿之子为其后，更名赵均，领右千牛卫将军，于府中置教授，加福州观察使。后改名赵贵和，即镇王赵竑；後因景獻太子赵询過世，嘉定十四年（1221年）六月時趙竑被收养为皇子，同年族兄弟趙與莒被選入宮內，賜名貴誠，繼承沂王王位，后又被选为皇子继位，即後來的宋理宗。
宋理宗即位後，於淳祐元年四月丁丑（1241年5月31日）封族兄趙貴謙為嗣沂王，加官開府儀同三司。

## 家庭

### 妻
- 夫人俞氏（1170年代—1240年9月18日），去世后，理宗辍视朝五日，并以孝宗为生母举哀成服的先例服丧

### 子
- 赵垓，三岁夭折
- 趙均、趙與莒，嗣子